# Havoc (pel·lícula de 2025)
Havoc és una pel·lícula de thriller d'acció neo-noir de 2025 escrita i dirigida per Gareth Evans. La pel·lícula és protagonitzada per Tom Hardy, Jessie Mei Li, Timothy Olyphant i Forest Whitaker. Es tracta d'una coproducció entre els Estats Units i el Regne Unit. La pel·lícula es va estrenar a Netflix el 25 d'abril de 2025, amb subtítols en català.
El 19 de febrer de 2021, es va anunciar que a Gareth Evans li havien encarregat la direcció de pel·lícula a partir d'un guió que va escriure sota el seu acord exclusiu amb Netflix. Evans també va ser-ne el productor amb Tom Hardy i Ed Talfan per a Severn Screen, així com Aram Tertzakian d'XYZ Films.
Hardy va ser elegit pel paper principal. Forest Whitaker es va afegir al repartiment el mes següent. El juny de 2021, Timothy Olyphant, Justin Cornwell, Jessie Mei Li i Yeo Yann Yann es van unir al repartiment principal, amb Quelin Sepulveda, Luis Guzmán, Sunny Pang i Michelle Waterson en papers secundaris.
El rodatge principal va començar el 8 de juliol de 2021 a Cardiff, on principalment va tenir lloc la producció. És "una de les pel·lícules més grans que s'han produït mai a Gal·les" i va deixar un "herència duradora per als cineastes". Hardy va ser vist al parc d'atraccions de Ynys y Barri, a De Cymru, i fora del Neuadd y Brangwyn de Swansea el juliol i l'agost de 2021 respectivament. El 22 d'octubre de 2021 es va tancar el rodatge de forma oficial.
Segons el director Gareth Evans, la pel·lícula necessitava noves filmacions, que es van retardar per problemes de programació i per la vaga d'SAG-AFTRA de 2023. El 20 de juliol de 2024, Evans va publicar al seu compte d'Instagram que s'havien acabat dues setmanes de regravacions i que en aquell moment preveien estrenar el film el primer trimestre de 2025.